# ロピニロール
ロピニロール（Ropinirole）は、パーキンソン病患者に処方される薬剤の一つ。製品はレキップ（Requip）の名で、グラクソ・スミスクライン社が製造する。
ドーパミン受容体に作動する薬で、パーキンソン病の症状を改善する薬の一つとして用いられる。また、一般的なパーキンソン病向けの薬剤の一つであるレボドパの効果が薄い患者に対する補助製剤としても用いられる。

## 副作用
麦角アルカロイドの化学構造を有する薬剤に見られる消化管系、心臓への副作用が少ないことで注目されたが、一方でまれに重大な副作用が出ることが指摘されている。特に、服用者が自動車運転中に突発的な睡眠状態になり事故起こした例があり、服用時の作業については注意が必要とされている。また、2011年にはフランスの服用者の1人が多岐にわたる特異でかつ重大な副作用により損害を受けたとして、グラクソ・スミスクラインを訴えた事例があることで知られる。

## 種類
- 錠剤0.25mg, 1mg, 2mg

## 効能・効果
パーキンソン病

## 治験
2018年（平成30年）12月から慶応義塾大学の研究チームは、筋萎縮性側索硬化症（ALS）の治療につながる候補薬として、患者のiPS細胞から神経細胞をつくり病気を再現しロピニロールに効果を発見し、患者に投与する臨床試験（治験）を始めた。今後、少なくとも6か月間投与して安全性などを確かめる。
2021年5月20日、治験の結果が発表された。これによれば、病気の進行を、およそ7か月遅らせることができ、家族性ALSの患者だけでなく、ALSの大多数を占める孤発性の患者のおよそ70％にも効果がある可能性が示された。